# السعدية ازكون
السعدية أزكون (1969 -)، ممثلة مغربية. شاركت في عدة أفلام ومسلسلات مغربية، من بينها مسلسل المستضعفون ومسرحية بنات لالة منانة.

## أعمالها

### مسلسلات
- 1996: الدار الكبيرة
- 1997: ذئاب في دائرة
- 2000: دواير الزمان
- 2002: جنان الكرمة
- 2006: المستضعفون
- 2008: تريكة البطاش
- 2009: بنت بلادي
- 2012 - 2013: بنات لالة منانة ج1 وج2
- 2016: سر المرجان
- 2017 - 2018: رضاة الوالدة ج1 وج2
- 2022: لطفي النحيلة

### الأفلام
- 1995: صلاة الغائب
- 1999: كيد النساء
- 2000: النية تغلب
- 2001: عود الريح
- 2001: أمواج البر
- 2009: نامبر وان
- 2015: الشعبية طلال
- 2019: التوفري

### المسرحيات
- مسرحية بنات لالة منانة
- مسرحية شارب عقلو

## روابط خارجية
- السعدية ازكون على موقع IMDb (الإنجليزية)
- السعدية ازكون على موقع ألو سيني (الفرنسية)
- السعدية ازكون على موقع قاعدة بيانات الفيلم (الإنجليزية)